# Jiahuis
Os jiahuis são um povo indígena de filiação linguística Tupi-Guarani, subgrupo Kagwahiva, que vive na região do curso médio do rio Madeira, ao sul do Estado do Amazonas. 
Até a década de 1920, todos os povos Kagwahiva eram referidos como Parintintin. Desde que foram reconhecidos como grupo étnico específico, os Jiahui receberam muitas denominações (Odjahub, Diahói, Odiarhúebe, Odiahub, Odiahuebs, Odiahuebe, Diarrús, Odiahuve, Odyahuibé, Diahus, Diarrhus, Odayahuibe, Diarrói, Odiahueba, Odyahuibó, Odiahúbes, Diarroi, Diahub, Jahoi, Odiahuibe, Jahui, Diaói, Odiabuibé e Diarru). A grafia "Jiahui" resulta de uma opção dos próprios índios.
Suas terras tradicionais foram ocupadas por fazendeiros, e os Jiahui passaram a viver junto com os Tenharim ou nas cidades próximas. Em meio a conflitos, foi iniciado o processo de retomada do seu território, em 1998.